# 사함 클럽
사함 클럽(아랍어: نادي صحم)은 사함을 연고로 하는 오만의 축구단이다. 현재 오만 프로리그에 참가하고 있다.

## 우승
- 술탄 카부스컵: 2009, 2016
- 오만 프로리그컵: 2013
- 오만 슈퍼컵: 2010, 2016
- 오만 1부 리그: 2011–12

## 선수 명단

### 현역
참고: FIFA 자격 규정에 따라 소속된 국가대표팀 국기를 표시합니다. 선수는 복수의 FIFA 비회원국 국적을 가지고 있을 수 있습니다.
| 번호 | 포지션 | 국적   | 이름                 |
| ---- | ------ | ------ | -------------------- |
| 49   | MF     | 알제리 | 라시드 아이트-아트만 |

| 번호 | 포지션 | 국적 | 이름 |
| ---- | ------ | ---- | ---- |

## 역대 감독
| 감독              | 임기        |
| ----------------- | ----------- |
| 브란코 스밀랴니치 | 2014 ~ 2015 |